# Chiesa della Santissima Annunziata (Albenga)
La chiesa della Santissima Annunziata è un luogo di culto cattolico situato nella frazione di Bastia, nel comune di Albenga in provincia di Savona. La chiesa è sede della parrocchia omonima del vicariato di Albenga della diocesi di Albenga-Imperia.

## Storia e descrizione
Già anticamente in loco esisteva un oratorio intitolato alla Santissima Annunziata. Furono infatti i padri serviti, alla fine del XV secolo, ad edificarne l'edificio. E sul sedime dell'oratorio, nel corso del XVII secolo, venne edificata l'attuale chiesa parrocchiale della frazione di Bastia con la posa della prima pietra il 23 maggio del 1623.
Nel 1577 il sito passò all'ordine dei frati minori, già presenti nella chiesa di San Francesco ad Albenga.
La struttura si presenta internamente di architettura barocca, con un impianto a tre navate e separate da pilastri uniti longitudinalmente da archi a tutto sesto; sulle due navate ai lati la volta è a crociera, mentre la centrale voltata a botte così come la zona del presbiterio. Oltre all'altare maggiore, vi è la presenza di due altari laterali dedicati a sant'Antonio di Padova (a destra) e alla Madonna del Rosario nel lato opposto.